# Heike Fedderke
Heike Fedderke (* 22. August 1947 in Wischhafen, Niedersachsen) ist eine deutsche Autorin, die überwiegend in niederdeutscher Sprache veröffentlicht.

## Leben
Fedderke wuchs im Kehdinger Land auf. Nach der Schulzeit machte sie zunächst eine Lehre als Steuerfachgehilfin. Später arbeitete sie an der Grundschule in Assel als Sekretärin und war dort Leiterin der Arbeitsgemeinschaft Plattdeutsch.
Mit dem Plattdeutschen beschäftigt sich die Autorin seit 1985. Ihre ersten Geschichten und Gedichte, überwiegend aus dem eigenen Leben, veröffentlichte sie unter dem Pseudonym Anna Catharina. Namentlich bekannt wurde sie in Norddeutschland durch ihre mehrfache Teilnahme beim NDR-Wettbewerb Vertell doch mal, wo ihre Beiträge stets in die Endauswahl der besten Geschichten kamen und durch ihre Tätigkeit als Kolumnistin beim Stader Tageblatt. Sie ist seit Jahren in verschiedenen Initiativen zur Förderung der plattdeutschen Sprache engagiert.
Heike Fedderke ist verheiratet und lebt mit ihrem Ehemann seit 2007 in Heikendorf an der Kieler Förde und widmet sich weiter der Pflege der niederdeutschen Sprache.

## Ehrungen
- 1995: Niederdeutscher Kulturpreis der Kreissparkasse Stade

## Werke
- Geschichten achter de Brack, Berdel-Verlag Spiess, Telgte 1992
- Anna Catharina: buten un binnen, Hrsg. Kreissparkasse Stade 1996
- Anna Catharina – sübbst is de Fro!, Hrsg. Kreissparkasse Stade 1998
- Flünken: Plattdüütsche Geschichten un Gedichten, Quickborn-Verlag, Hamburg 2002, ISBN 978-3-87651-247-1
- Düt un dat ut de Muuskist, von Heinrich Egon Hansen bearbeitet von Heike Fedderke, Männer vom Morgenstern, Heimatbund an Elb- und Wesermündung 2003
- All mien Lengen: Geschichten, de dat Leben schrifft, Quickborn-Verlag, Hamburg 2004, ISBN 978-3-87651-277-8
- Dat lütte Wiehnachtsbook; Hrsg.: Gesche Scheller, Autoren: Gerd Bahr, Ines Barber, Hein Blomberg, Reimer Bull, Heike Fedderke, Hans-Jürgen Forster, Irmgard Harder, Christa Heise-Batt, Rudolf Kinau, Dirk Römmer, Gerd Spiekermann und Günter Timm, Quickborn-Verlag, Hamburg 2008, ISBN 978-3-87651-335-5.